# Afternoon Delight
Afternoon Delight (conocida en Latinoamérica como Placeres vespertinos) es una película dramática estadounidense de 2013 dirigida y escrita por Joey Soloway y protagonizada por Juno Temple, Kathryn Hahn, Josh Radnor y Jane Lynch.

## Sinopsis
Rachel (Kathryn Hahn) es una madre que lleva una vida infeliz, frustrada por su fría relación con su esposo Jeff (Josh Radnor). Queriendo aportar un poco de aventura a su relación, la pareja descubre a McKenna (Juno Temple), una prostituta con la que terminan involucrándose más de lo que quisieran.

## Reparto
- Kathryn Hahn es Rachel.
- Juno Temple es McKenna.
- Josh Radnor es Jeff.
- Jane Lynch es Lenore.
- Jessica St. Clair es Stephanie.
- Michaela Watkins es Jennie.
- Josh Stamberg es Matt.
- John Kapelos es Jack.
- Keegan-Michael Key es Bo.
- Annie Mumolo es Amanda.
- Bryan Lugo es el conductor del camión.

## Recepción
Afternoon Delight obtuvo críticas generalmente positivas. Cuenta con un ranking aprobatorio del 67% en Rotten Tomatoes. En Metacritic tiene un índice de audiencia de 48 sobre 100, indicando "opiniones mixtas".
El cineasta Quentin Tarantino incluyó a Afternoon Delight en su lista de las mejores 10 películas de 2013.